# Xã Jackson, Quận Clinton, Missouri
Xã Jackson (tiếng Anh: Jackson Township) là một xã thuộc quận Clinton, tiểu bang Missouri, Hoa Kỳ. Năm 2010, dân số của xã này là 2.861 người.